# Кандалану
Кандалану (д/н —627 до н. е.) — цар Вавилону в 649—627 роках до н. е. Його ім'я означає якусь фізичну деформацію, можливо, клишоногість.

## Життєпис
Умовно зараховується до IX Вавилонської династії. Походження через брак повноцінних текстів достеменно невідомо. За різними версіями міг бути сином ассирійського царя Асархаддонв, представником вавилонської знаті. Висловлюється думка, що Кандалану було вавилонським ім'ям царя Ашурбаніпала. Але це малоймовірно, оскільки в ассирійських хроніках відсутні відповідні посилання.
648 року до н. е. після придушення повстання вавилонського царя Шамаш-шум-укіна призначається новим правителем Вавилону. Втім його влада була значно обмежена. Мав мабуть представницькі функції або фактичний статус ассирійського намісника. Лише після 640 року до н. е. ассирійська армія залишила Вавилон.
У 633—628 роках до н. е. відбувалася незрозуміла боротьба між Кандалану і Сін-шар-ішкуном (сином Ашурбаніпала), намісником в Примор'ї, за важливе місто Урук. Можливо вона мала не збройний характер, а дипломатичний. Кожна зі сторін відстоювала свої права на це місто перед царем Ассирії. За іншою версією це могло бути наслідком якогось повстання.
Помер Кандалану у травні 627 року до н. е. Втім через внутрішню ассирійську колотнечу нового царя Вавилону не було призначено. Тому місцеве жрецтво продовжувало рахувати роки правління вже померлого царя. Лише 626 року до н. е. трон Вавилону зайняв Сін-шум-лішір.